# یولیا کلیوکووا
یولیا کلیوکووا (انگلیسی: Yuliya Kliukova؛ زادهٔ ۱۰ ژانویهٔ ۱۹۸۲) ورزشکار اسکی نمایشی اهل اوکراین است.

## حرفه
وی همچنین از اسکی‌بازان نمایشی در بازی‌های المپیک زمستانی ۱۹۹۸ بوده است. 